# Pesch (Korschenbroich)
Pesch ist ein Stadtteil der Stadt Korschenbroich im Rhein-Kreis Neuss.

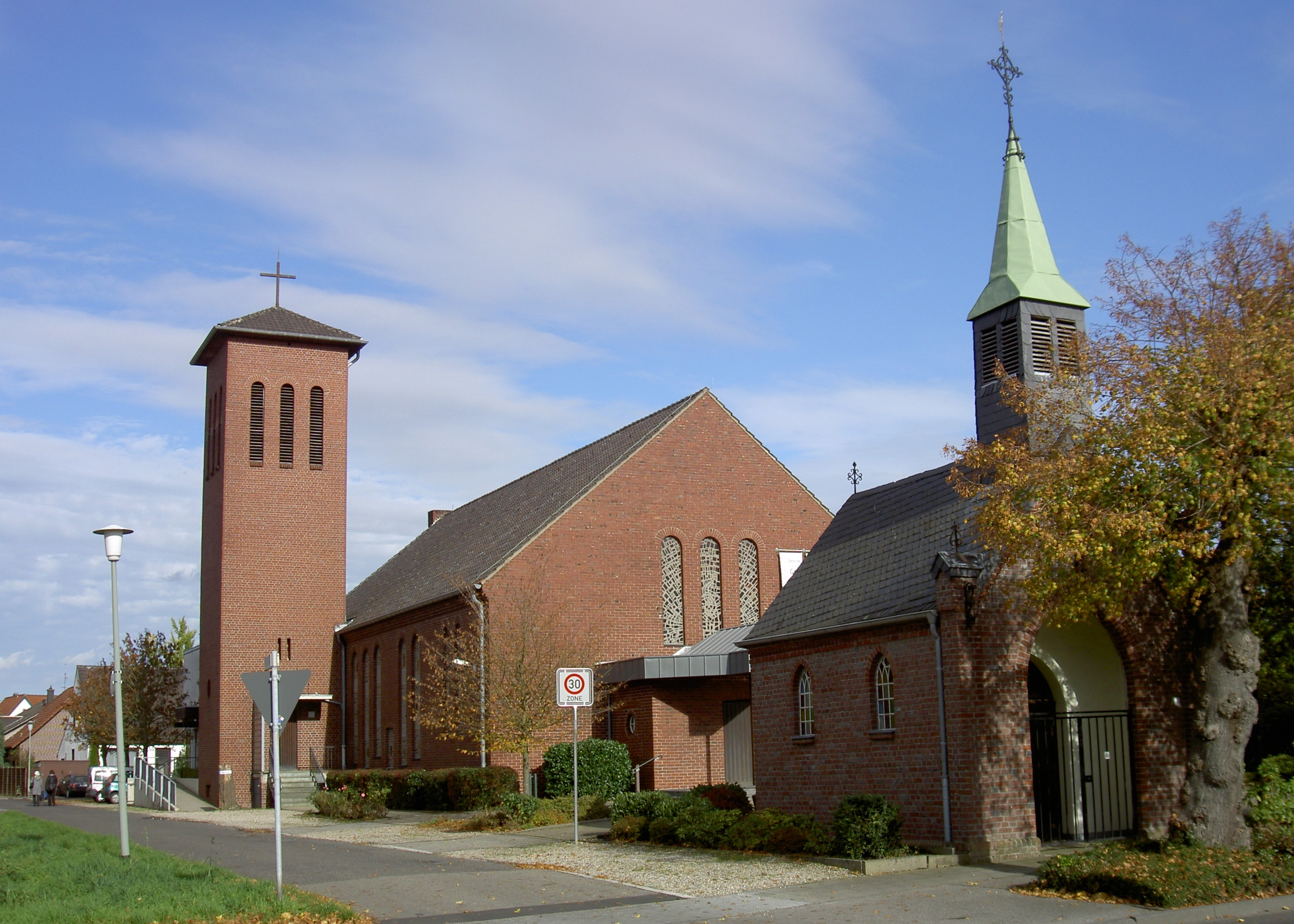
Ortszentrum Pesch mit Kapelle und Kirche St. Marien

## Geschichte
Im Bereich der Ortschaft Pesch wurden Kleinwerkzeuge aus der mittleren Steinzeit gefunden. Aus der römischen Zeit stammen Siedlungsreste, die an drei Stellen gefunden wurden. 1263 kam die Grundherrschaft Pesch an die Herrschaft Myllendonk. Um 1350 kam der Ort durch Erbschaft an die Herren von Horst. In den folgenden Jahren kam es wegen der Grundherrschaft Pesch zu einem Streit zwischen den Herrn von Horst und dem Kölner Kurfürsten, zu dessen Dingstuhl Kleinenbroich der Ort Pesch ebenfalls gehörte. Aus diesem Grunde hatte Pesch im Jahre 1664 zwei Gemeindevorsteher. In der französischen Zeit, ab 1794, blieb das Gebiet um Pesch zunächst weiter geteilt. Der ehemals zur Herrschaft Myllendonk gehörende Teil gehörte mithin zur Mairie Korschenbroich, der vorher zum kurkölnischen Horst gehörende wurde Teil der Mairie Schelsen, kleinere Gebiete wurden Teil von Kleinenbroich und Liedberg. Erst 1864 konnten die Gebiete vereint werden, als die Gemeinde Pesch gegründet wurde. Damals gehörte die neue Gemeinde dem Kreis Gladbach an. Diese wurde eine eigene Gemeinde in der Bürgermeisterei Korschenbroich. 1929 kam die Gemeinde Pesch an den neuen Landkreis Grevenbroich-Neuß. Nach der kommunalen Gebietsreform in Nordrhein-Westfalen wurde Pesch am 1. Januar 1975 ein Teil der neu gebildeten Gemeinde Korschenbroich im Kreis Neuss. Korschenbroich wurde am 1. Januar 1981 zur Stadt erhoben.

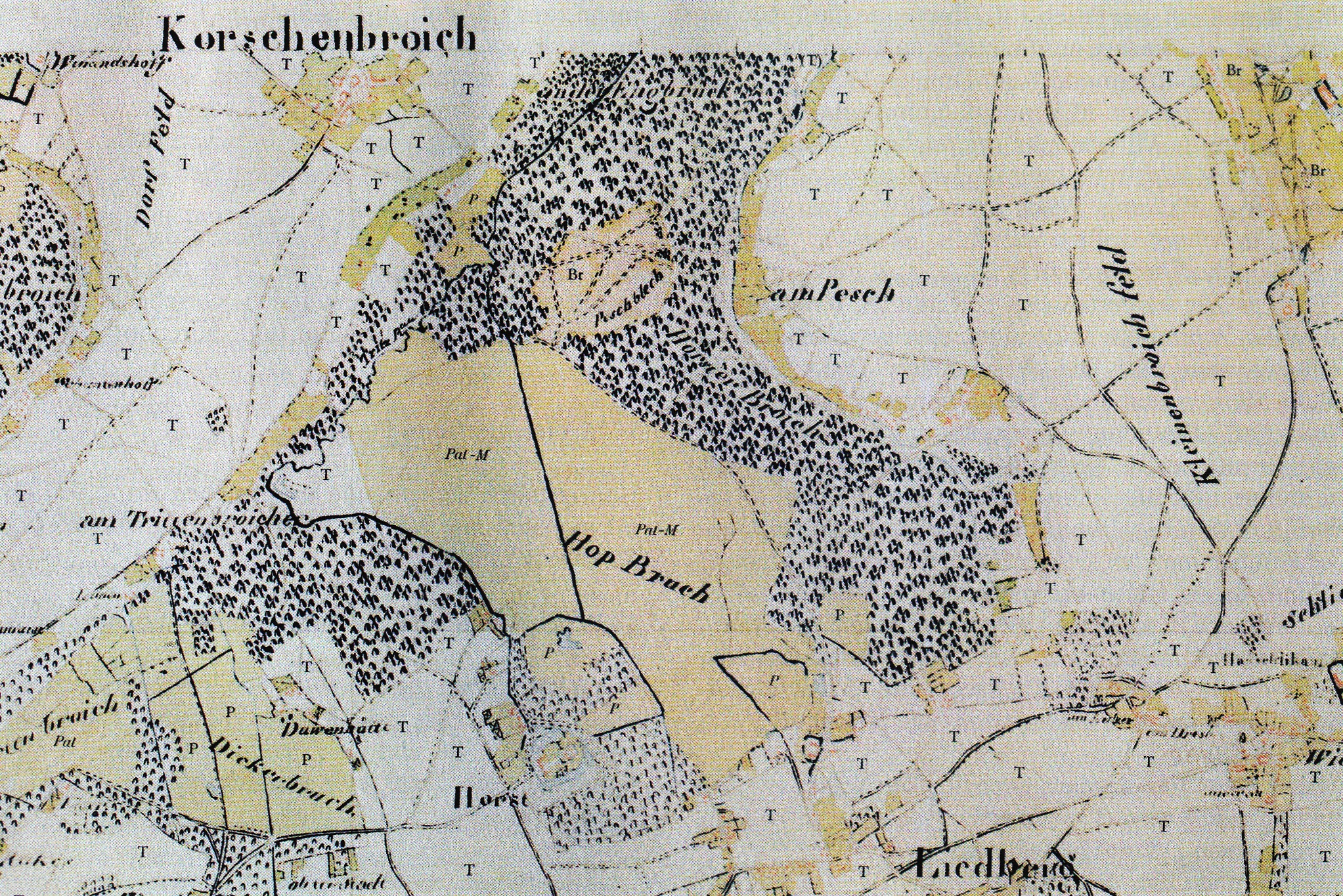
Tranchot-Karte von Pesch (1801–1814)

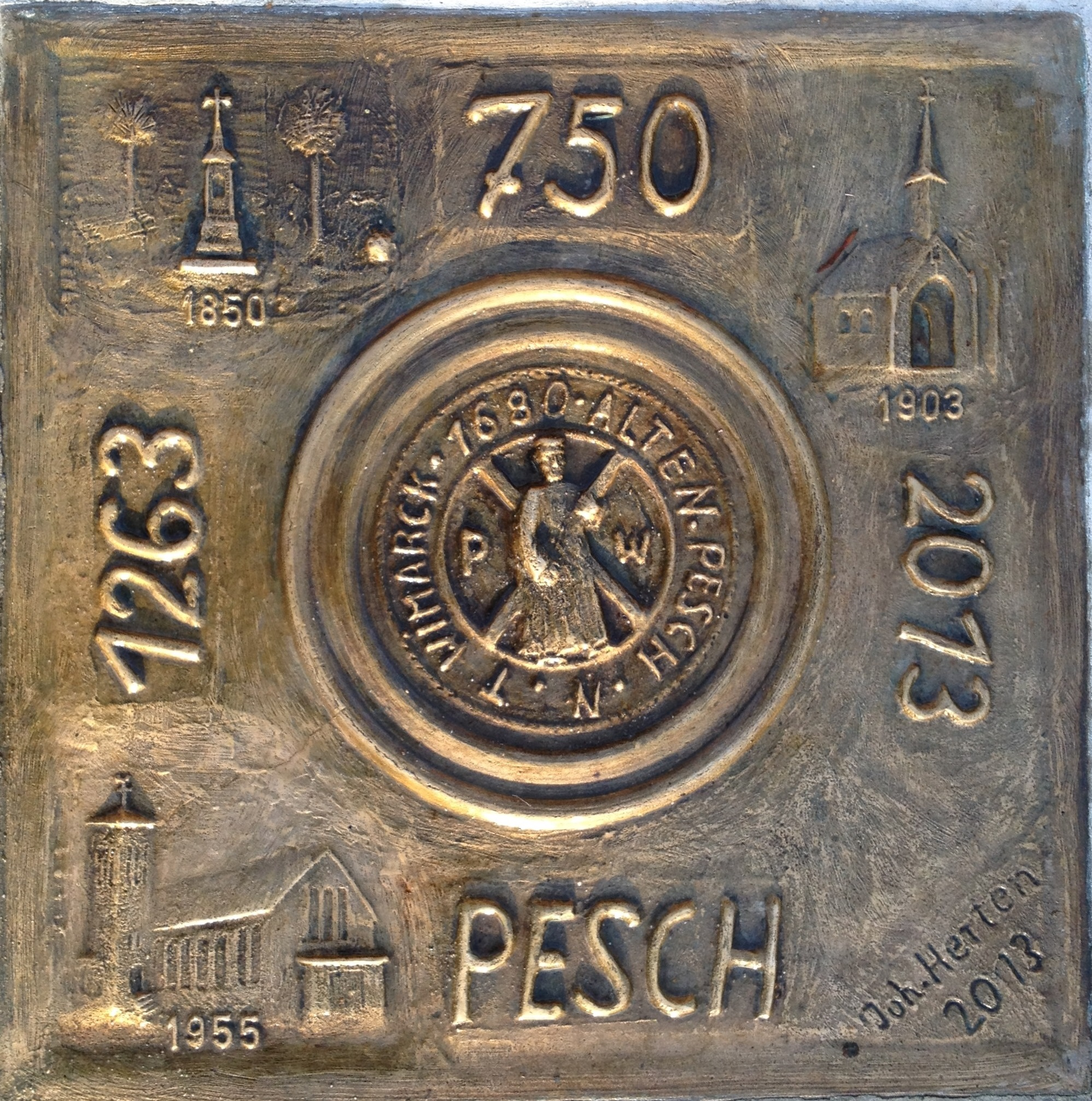
Bronzeplatte von Johannes Herten zur 750-Jahr-Feier von Pesch im Jahr 2013

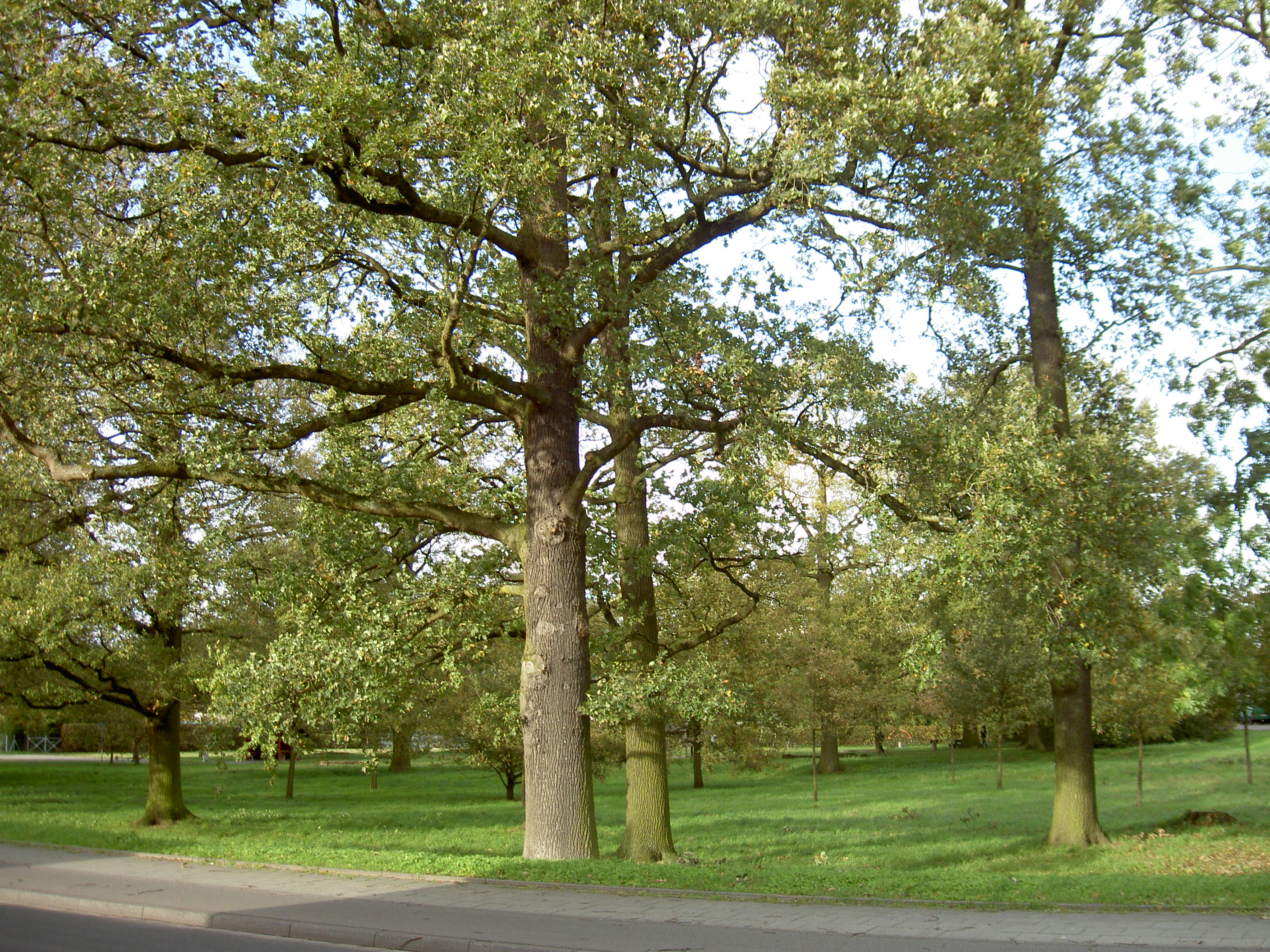
Die „Krampe Dämm“ an der Pescher Straße/Am Eichengrund

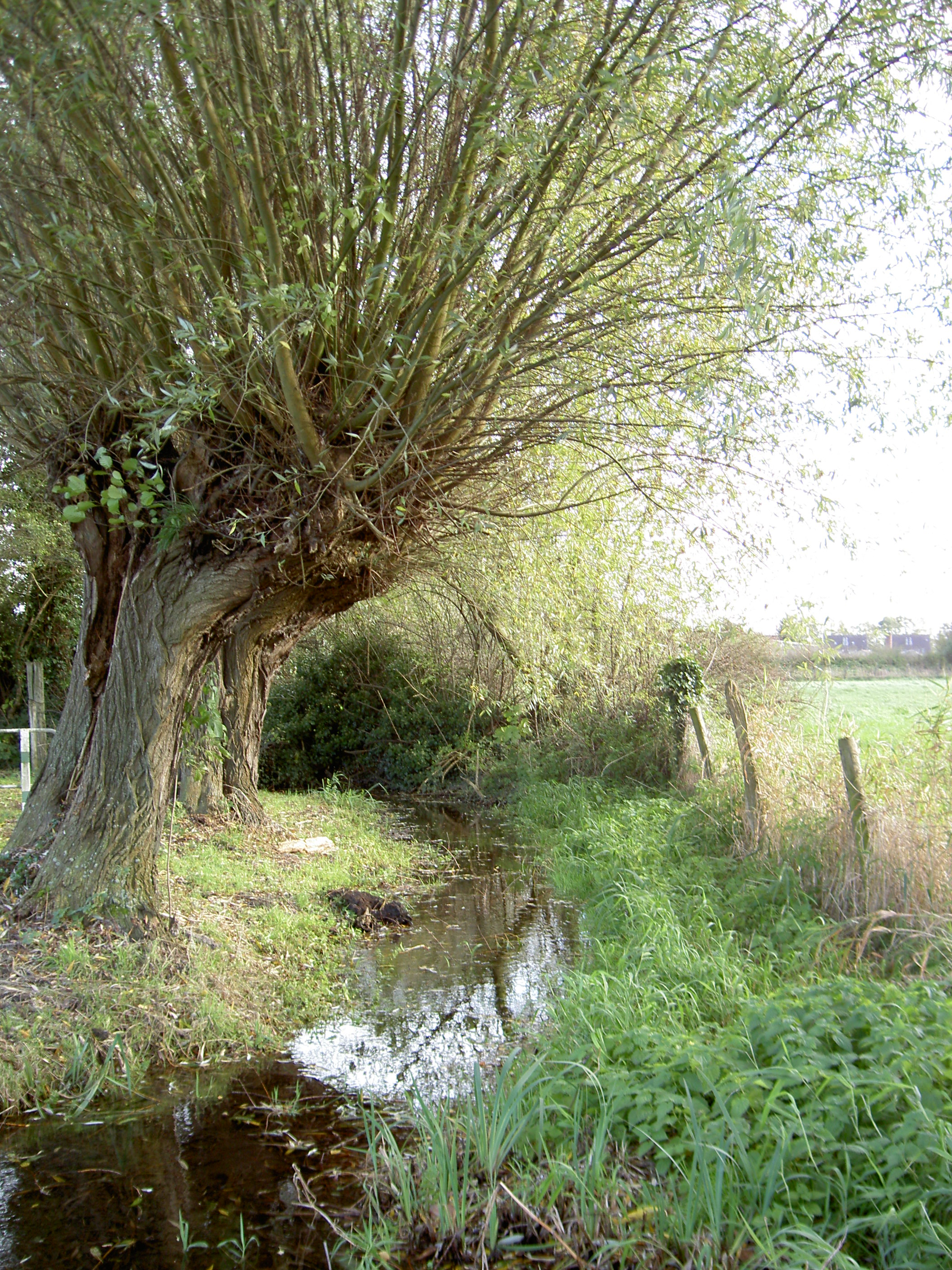
Kopfweiden an der Triet

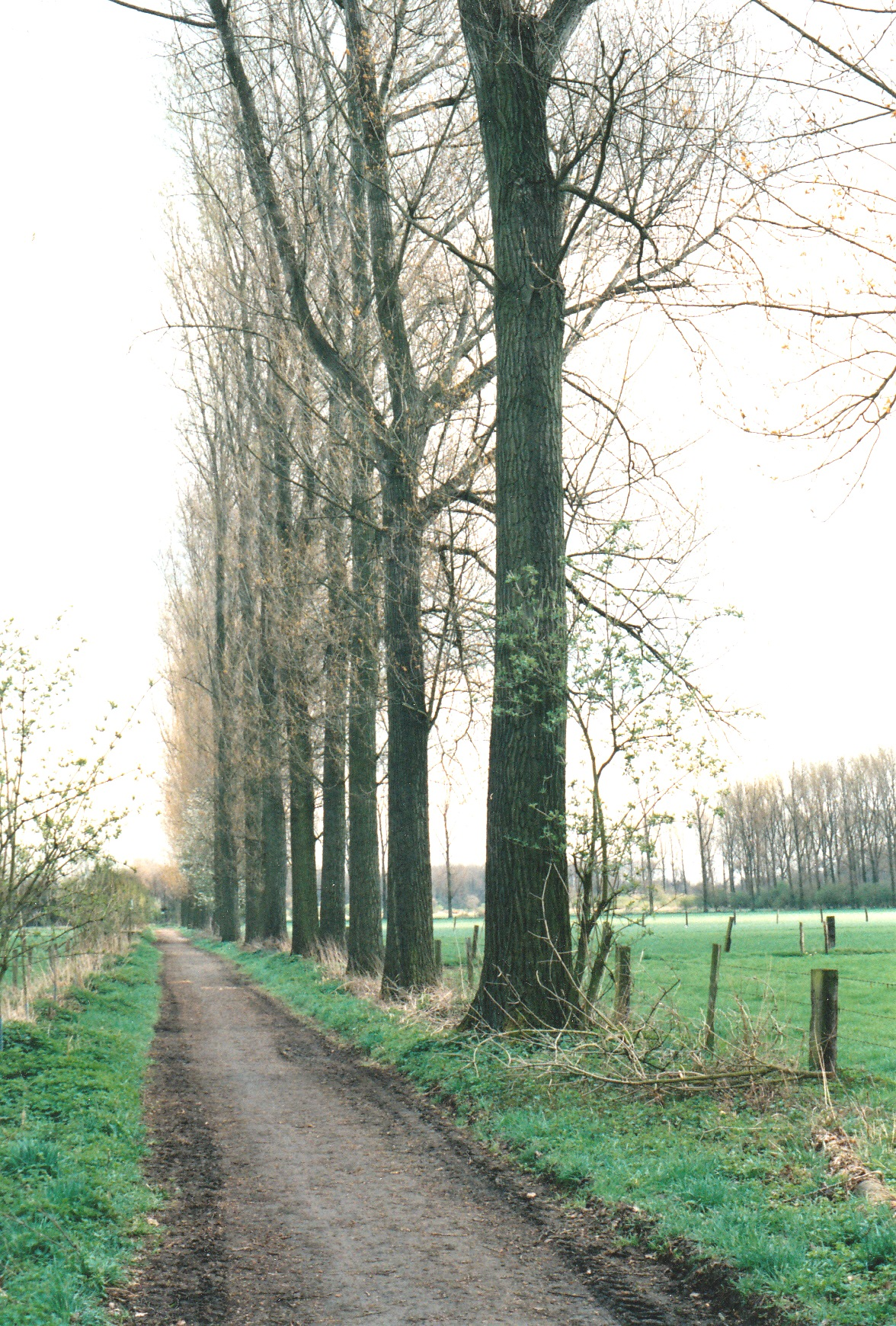
Pappelreihe und Wiesen im Pescher Hoppbruch

| Jahr      | Geschichtliches Ereignis                                                                                    |
| --------- | --- |
| 1263      | Erste urkundliche Erwähnung von Pesch – die Grundherrschaften Pesch und Weinmark werden Millendonker Lehen. |
| 1311      | Urkunde der Klarissen zu Neuss – Pachtbrief des Hofes zu Weinmarken                                         |
| 1324      | Urkunde zum Besitz des Stollenhofs                                                                          |
| 1350      | Pesch kommt durch Erbschaft an die Herren von Horst.                                                        |
| 1456–1461 | Streit um die hohe Gerichtsbarkeit in Pesch zwischen Millendonk, Liedberg und Horst                         |
| 1639      | Pesch bildet mit Horst eine Unterherrschaft im Kurfürstentum Köln.                                          |
| 1657      | Pesch kommt unter die Gerichtsbarkeit Millendonks.                                                          |
| 1661      | Versteigerung von Pesch in Roermond unter brennender Kerze                                                  |
| 1664      | Entstehung einer Dorfgemeinde – neben den Schöffen werden zwei Dorfvorsteher eingesetzt.                    |
| 1698      | Erste Bestrebungen in Pesch für eine eigene Schule                                                          |
| 1707      | Verkauf der Grundherrschaft Pesch an die Herrin von Millendonk, Gräfin von Berlepsch                        |
| 1707–1719 | Aufstand der Pescher Bürger gegen Millendonk                                                                |
| 1729–1746 | Unterwerfung durch Millendonk und Friedensschluss                                                           |
| 1775      | Viehseuche in Pesch – nur neun Stück Rindvieh bleiben übrig.                                                |
| 1800      | Napoleon und die kommunale Gebietsreform – Pesch wird Bestandteil der Mairie Korschenbroich.                |
| 1853      | Inbetriebnahme der Bahnstrecke Mönchengladbach–Düsseldorf                                                   |
| 1850–1853 | Errichtung des Kreuzwegs im Pescher Feld                                                                    |
| 1864      | Gründung der Gemeinde Pesch in der Rheinprovinz                                                             |
| 1903      | Bau der „Kapelle der Mutter vom guten Rat“                                                                  |
| 1921      | Gründung der Pescher St.-Donatus-Bruderschaft                                                               |
| 1926      | Gründung der Freiwilligen Feuerwehr in Pesch                                                                |
| 1929      | Kommunale Neugliederung – Pesch bleibt eigenständige Gemeinde im Amt Korschenbroich.                        |
| 1929–1930 | Neubau der Schule in Pesch                                                                                  |
| 1956      | Einweihung der Kirche St. Marien Pesch                                                                      |
| 1956–1961 | Flurbereinigung im Pescher Feld                                                                             |
| 1961      | Errichtung des Pescher Friedhofs                                                                            |
| 1971      | Erster Preis beim Wettbewerb „Unser Dorf soll schöner werden“                                               |
| 1972      | Eröffnung des Kindergartens                                                                                 |
| 1975      | Kommunale Neugliederung in Nordrhein-Westfalen                                                              |
| 2003      | Neue Orgel in St. Marien                                                                                    |
| 2013      | Jubiläum und 750-Jahr-Feier von Pesch                                                                       |

### Namensherkunft
Der Name „Pesch“ wird von dem lateinischen Wort pascuum die Wiese, Weide hergeleitet. Pesch ist auch der Name von Orts- und Stadtteilen in Köln, Mönchengladbach, Erkelenz, Nettersheim und Herzogenrath.

### Einwohnerentwicklung
| Jahr | Einwohner |
| ---- | --------- |
| 1933 | 981       |
| 1939 | 1036      |
| 1961 | 1316      |
| 1964 | 1399      |
| 1970 | 1553      |
| 1974 | 1709      |
| 2007 | 2380      |
| 2011 | 2814      |
| 2015 | 2337      |

## Sprache
In Pesch wird der limburgische Dialekt Südniederfränkisch gesprochen. Südlich von Pesch verläuft eine Sprachgrenze, die sogenannte Benrather Linie. In den südlichen Stadtteilen von Korschenbroich, so z. B. in Glehn und Liedberg, spricht man Ripuarisch mit einem kölschen Spracheinfluss.
„Datt Pääschȩr Platt ist zwar manchmal recht derbe, kann aber gleichzeitig auch sehr ausdrucksvoll, bildhaft und lebendig sein.“

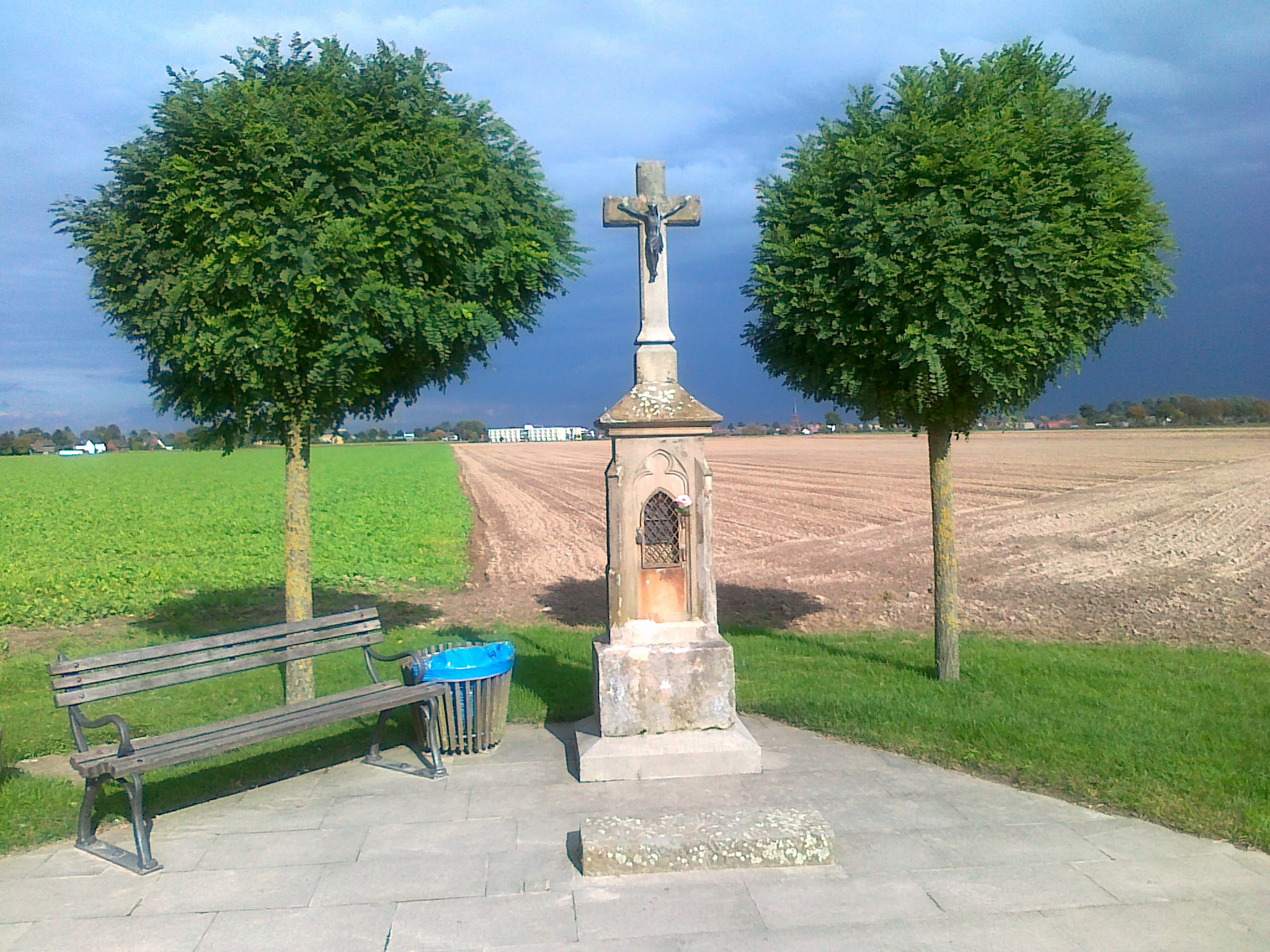
Baudenkmal: Wegestock im Pescher Feld (Stationen XIII und XIV)

## Denkmäler
- Baudenkmal „Fachwerkhofanlage“, 18. Jh., Am Dyckershof 3
- Baudenkmal „Jüdischer Friedhof“, 1889, Donatusstraße
- Naturdenkmal „Krampe Dämm“, Am Eichengrund/Pescher Straße
- Baudenkmal „Marienkapelle“, 1903, Pescher Straße
- Baudenkmäler „Wegestöcke“ im Pescher Feld, 19. Jh.

## Öffentliche Einrichtungen
- Grundschule
- Kindergarten
- Friedhof
- Jüdischer Friedhof
- Festplatz „Krampe Dämm“

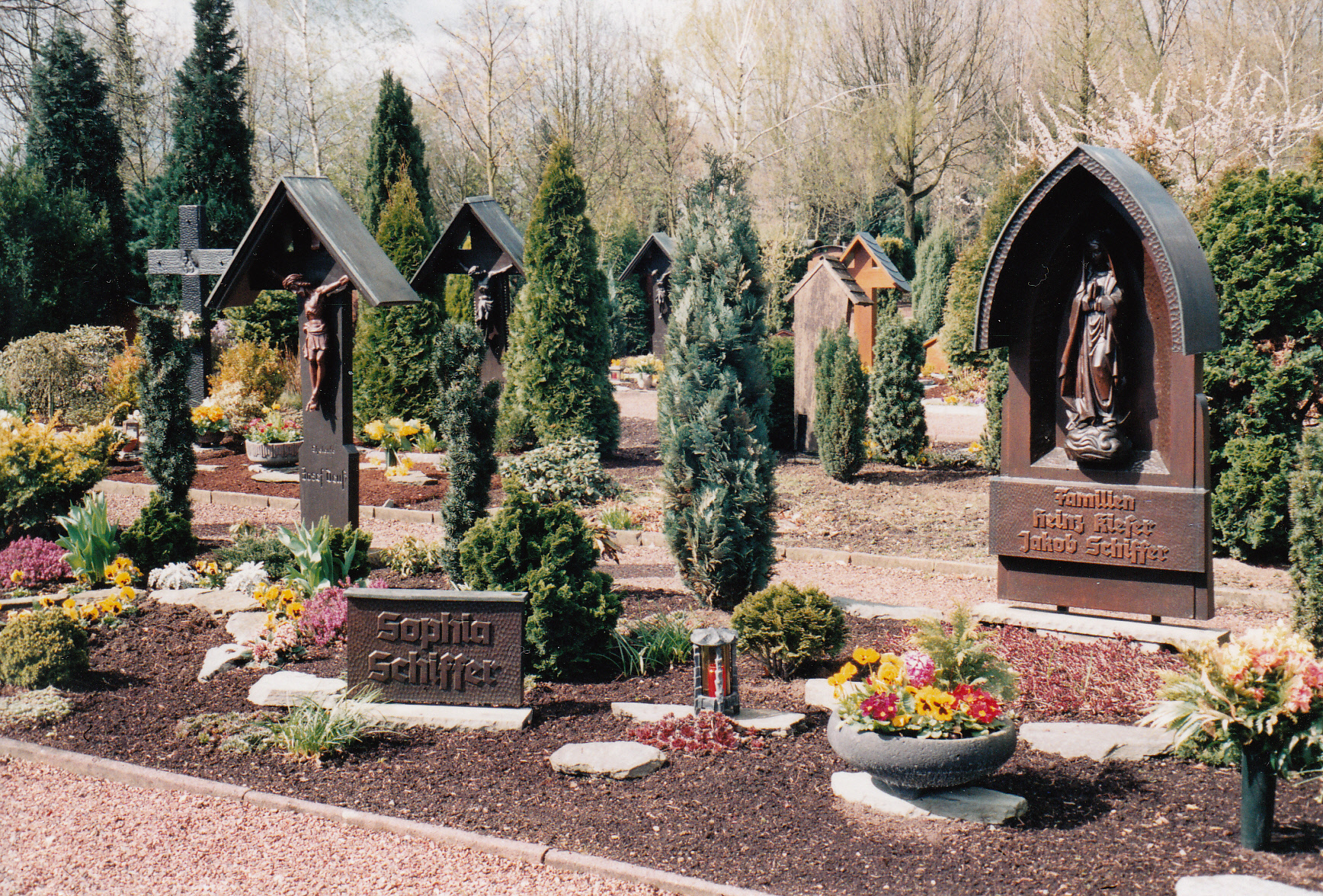
Friedhof Pesch: Es sind ausschließlich Holzgrabmale und Liegeplatten aus Naturstein zugelassen.

- Löschgruppe Pesch, Teil der Freiwilligen Feuerwehr Korschenbroich[6]

## Kirchliche Einrichtungen
- Pfarrkirche St. Marien
- Kapelle der Mutter vom guten Rat
- Pfarr- und Jugendheim
- Pfarrbücherei

## Vereine und Organisationen
- Gesellschaft Heckenröschen Pesch
- St. Donatus-Bruderschaft-Pesch 1921 e. V.
- Männergesangverein Arion Pesch 1923 e. V.
- Begräbnishilfe Pesch
- Kirchenchor St. Marien Korschenbroich-Pesch
- Kath. Frauengemeinschaft St. Marien Pesch – kfd
- Vogelschutzgruppe Korschenbroich
- Caritativ-Ausschuss der St. Donatus-Bruderschaft Pesch e. V.
- Pescher Dorfgemeinschaft e. V.
- Forum für internationalen Austausch e. V.
- Förderverein für Kirchen- und Orgelmusik „St. Marien“ Korschenbroich-Pesch
- Verein der Freunde und Förderer der Andreas-Schule, Städtische Gemeinschaftsgrundschule Korschenbroich / Teilstandort Pesch e. V.

## Veranstaltungen und Termine

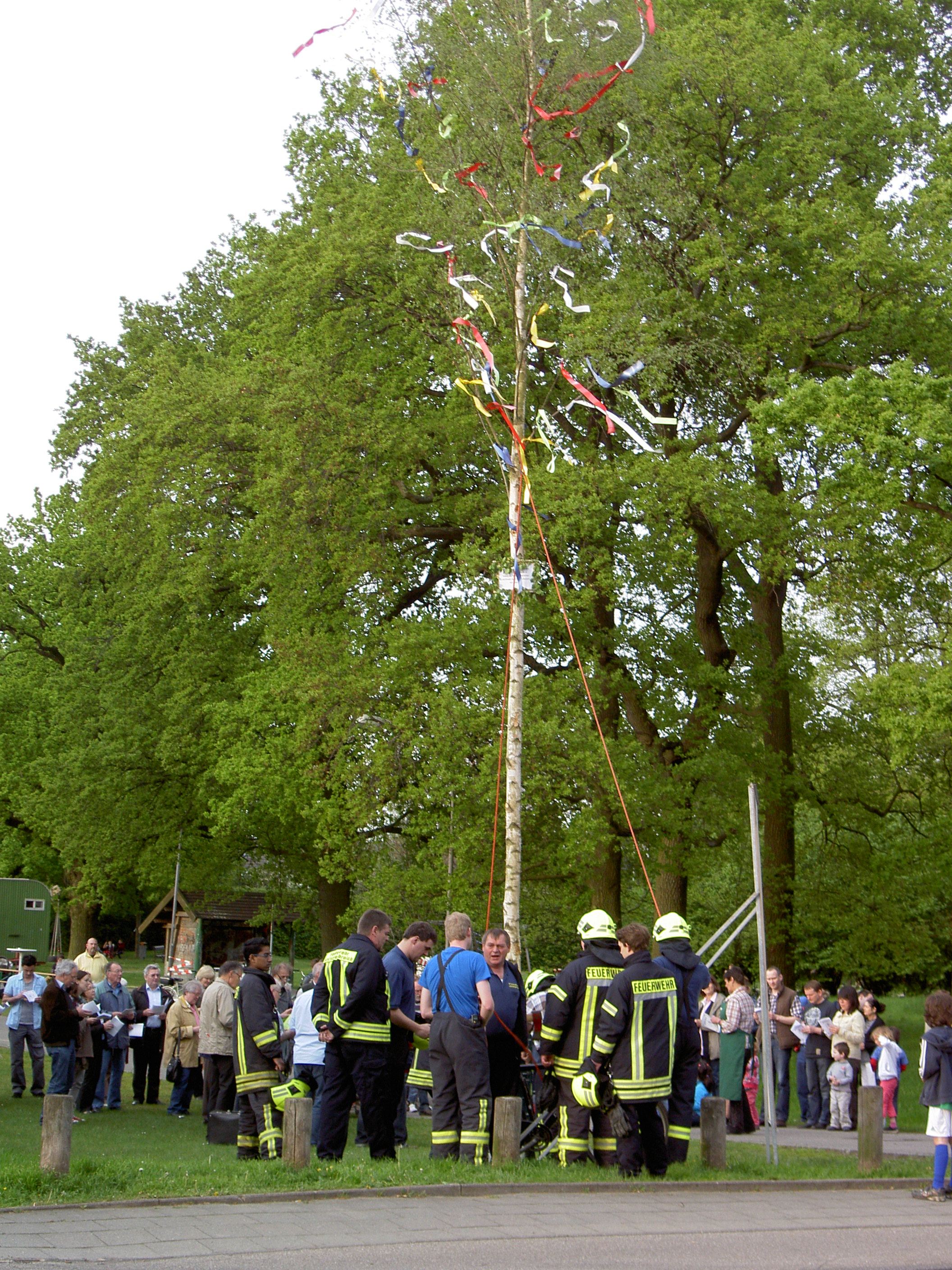
Dorffest unterm Maibaum 2012 auf der „Krampe Dämm“: Aufstellung des Dorfmaien durch die Freiwillige Feuerwehr und Mailiedersingen mit dem M.G.V. Arion Pesch

- Bürger- und Schützenbiwak der St. Donatus-Bruderschaft im Januar
- Patronatsfest St. Marien am 2. Februar „Mariä Lichtmess“
- Frühjahrskonzert M.G.V. Arion in der Aula des Gymnasiums
- „Fußwallfahrt durchs Pescher Feld“ nach Ostern, St. Marien
- „Dorffest unterm Maibaum“ am 30. April auf der Krampe Dämm, Pescher Dorfgemeinschaft e. V.
- „Meditation vor Tau und Tag“ vor Pfingsten, St. Marien
- „Blaulichtnacht“ der Freiwilligen Feuerwehr, Löschgruppe Pesch am 1. Samstag im Juli
- Vogelstimmenwanderung der Vogelschutzgruppe
- Familienfrühstücke, Wallfahrten, Ausflüge, Weihnachtsbasar, Adventkaffee mit der kfd
- Schützen- und Heimatfest der St. Donatus-Bruderschaft, 1. Wochenende im Oktober
- Fackelausstellung und Buchausstellung, Grundschule
- St. Martinszug der Gesellschaft Heckenröschen am Sonntag vor/nach dem 11. November
- Weihnachtsbaumschmücken der Pescher Dorfgemeinschaft am Freitag vor dem 1. Advent